# Toma de Simacota
La Toma guerrillera de Simacota (Santander), fue un ataque armado del 7 de enero de 1965, realizado por la guerrilla del Ejército de Liberación Nacional (ELN), que actualmente es considerado como grupo terrorista en Colombia.
Fue la primera toma guerrillera realizada por la guerrilla del ELN.Los guerrilleros, dirigidos por Fabio Vásquez, asaltaron el banco local, unos negocios para abastecerse, y se apropiaron de 60.000 pesos colombianos de la época. El comandante de la toma leyó el "Manifiesto de Simacota", en la cual se daría a conocer la creación de la guerrilla de extrema izquierda. 
La toma hace parte del conflicto armado interno colombiano, y dio como resultado la muerte de 5 integrantes de la fuerza pública, un civil y un guerrillero. Meses después de la toma, el exsacerdote católico colombiano Camilo Torres Restrepo se unió a la guerrilla, siendo abatido en su primer combate en febrero de 1966. 

## Antecedentes

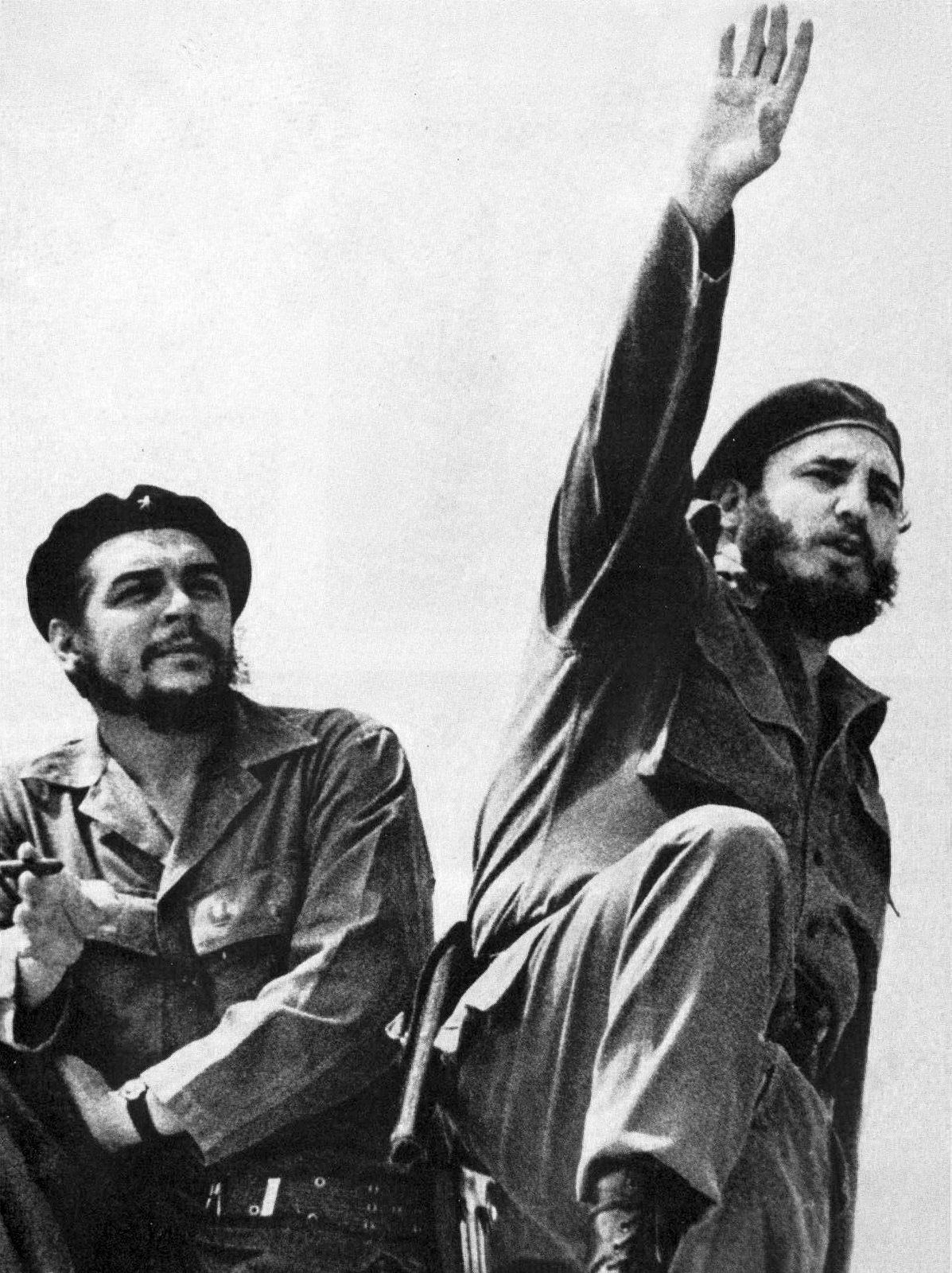
El ELN fue fundado por jóvenes universitarios de izquierda educados en Cuba, inspirados en los postulados de la Revolución Cubana de 1959.

En 1965, durante el gobierno de Guillermo León Valencia, surgieron varios grupos guerrilleros como las Fuerzas Armadas Revolucionarias de Colombia (FARC), y el Ejército de Liberación Nacional (ELN) con influencias de la revolución cubana y de la Guerra Fría.
El 24 de junio de 1962, un grupo de estudiantes universitarios conformó la "Brigada Pro Liberación José Antonio Galán", integrado por partidos considerados ilegales por las autoridades colombianas, tales como el Partido Comunista Colombiano, el Movimiento Obrero Estudiantil y Campesino y las Juventudes del Movimiento Revolucionario Liberal. Los estudiantes que integraron el comando había regresado de Cuba, en donde fueron becados por el gobierno de Fidel Castro. Se prepararon durante 8 meses (7 de los cuales se prepararon los postulados de la creación del ELN), los jóvenes Fabio Vásquez, Víctor Medina Morón, Ricardo Lara Parada, Heriberto Espitia, Rovira, Raúl y Mario Hernández.

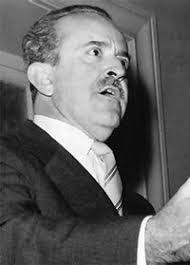
El presidente Guillermo León Valencia gobernaba Colombia desde 1962.

Al volver a Colombia, los jóvenes estudiantes organizaron la primera marcha guerrillera, el 4 de julio de 1964, fundando oficialmente el Ejército de Liberación Nacional (ELN), reuniendo armamento y realizando entrenamientos en la vereda La Fortuna, cerca al cerro Los Andes en San Vicente de Chucurí (Santander), con 17 hombres, a quienes se unieron Nicolás Rodríguez Bautista, Pedro Gordillo, Heliodoro Ochoa hijo, José Ayala, los hermanos Sánchez: Ricaurte, Eudoro y Milton, José Solano Sepúlveda y Hernán Moreno (los dos últimos procedentes de la guerrilla liberal de Rafael Rangel Gómez).
De acuerdo con testimonios de miembros del ELN, la población de Simacota fue elegida por su cercanía a la Serranía de los Yariguíes,además de ser la población donde fue promulgado por el religioso católico neogranadino Ciriaco de Archila el “Manifiesto Comunero” que sirvió de germen para la revuelta de los comuneros a finales del siglo XVIII,y una de las regiones donde se presentó la "insurrección de los bolcheviques" en 1929.

## La toma
El jueves 7 de enero de 1965, aprovechándose de las festividades del pueblo con motivo de la celebración de los Reyes Magos, entre 27 a 38 guerrilleros (las cifras varían de acuerdo con las fuentes), asaltaron y tomaron Simacota, entraron a la plaza principal de Simacota con escopetas y revólveres, cerrando las vías de acceso, luego robaron armas, saquearon el banco de la Caja Agraria, la agencia de la cervecería Bavaria, robaron medicamentos y el estanco (tienda de abarrotes).
Llegarían 7 soldados del Batallón de El Socorro.La incursión dejó un saldo de 6 muertos: 3 policías (entre ellos el sargento Alberto Herreño Ruiz, quien era el comandante de la zona), 2 soldados y una menor de edad civil,por un lado, y el guerrillero Pedro Gordillo alias capitán Parmenio, por el otro (siendo la primera baja registrada de la historia de esa guerrilla). Por la muerte del sargento Alberto Herreño Ruiz, fue acusada la única mujer del grupo Paula González Rojas alias la Mona Mariela.

### Manifiesto de Simacota
El “Manifiesto de Simacota”, consistió en un llamado político del ELN a la insurrección y a derrocar al gobierno,proponía el establecimiento de un gobierno de base popular, una revolución agraria y el fomento de la industria nacional, derechos a la mujer, la integración de la población indígena, la construcción de una política exterior independiente, un plan de educación universal planificado y la creación de un ejército popular, entre otras reivindicaciones y objetivos, fue firmado por Carlos Villareal y Andrés Sierra, cuyos nombres reales eran Fabio Vásquez Castaño y Víctor Medina Morón.

## Consecuencias
Se anunció la existencia pública de la guerrilla del ELN, el cual coincidiría con la fundación del Frente Unido del Pueblo liderado por Camilo Torres Restrepo quien se uniría a finales de 1965 al ELN, así mismo coincidiría con el surgimiento de otros movimientos de izquierda en Colombia. El ELN iniciaría con la Toma de Simacota una serie de acciones violentas que se extienden hasta la actualidad, siendo en el presente la guerrilla más antigua en armas de Colombia.Esta acción armada ha generado la estigmatización a los pobladores del municipio. En la región hicieron presencia también las FARC-EP y las Autodefensas del Magdalena Medio.